# Degenerisana materija
Degenerisana materija je veoma gusto stanje fermionske materije u kome čestice moraju da zauzmu visoka stanja kinetičke energije da bi zadovoljile Paulijev princip isključenja. Opis se odnosi na materiju koja se sastoji od elektrona, protona, neutrona ili drugih fermiona. Izraz se uglavnom koristi u astrofizici u kontekstu gustih zvezdanih objekata gde je gravitacioni pritisak toliko ekstreman da su kvantno mehanički efekti značajni. Ovaj tip materije se prirodno nalazi u zvezdama u njihovim krajnjim evolucijskim stanjima, poput belih patuljaka i neutronskih zvezda, gde sam toplotni pritisak nije dovoljan da se izbegne gravitacioni kolaps.
Degenerisana materija obično se modeluje kao idealan Fermijev gas, sastavljen od neinteraktivnih fermiona. U kvantno mehaničkom opisu, čestice ograničene na konačnu zapreminu mogu poprimiti samo diskretni skup energija, zvanih kvantna stanja. Paulijev princip isključenja sprečava da identični fermioni zauzimaju isto kvantno stanje. Na najnižoj ukupnoj energiji (kada je toplotna energija čestica zanemarljiva) ispunjena su sva kvantna stanja sa najmanjom energijom. Ovo se stanje naziva potpunim degenerisanjem. Ovaj pritisak degeneracije ostaje različit od nule čak i pri temperaturi apsolutne nule. Dodavanje čestica ili smanjenje zapremine prisiljava čestice u kvantna stanja više energije. U ovoj situaciji potrebna je sila kompresije koja se manifestuje kao otporni pritisak. Ključna karakteristika je da ovaj pritisak degeneracije ne zavisi od temperature već samo od gustine fermiona. Pritisak degeneracije održava guste zvezde u ravnoteži, nezavisno od toplotne strukture zvezde.
Degenerisana masa čiji fermioni imaju brzine bliske brzini svetlosti (energija čestica veća od njene energije mase mirovanja) naziva se relativistički degenerisana materija.
Koncept degenerisanih zvezda, zvezdanih objekata sastavljenih od degenerisane materije, prvobitno je bio razvijen zajedničkim doprinosom Artura Edingtona, Ralfa Faulera i Artura Milna. Edington je sugerisao da su atomi u Sirijusu B skoro potpuno jonizovani i blisko pakovani. Fauler je opisao bele patuljke sastavljene od čestica gasa koje su postale degenerisane na niskoj temperaturi. Miln je predložio da se degenerisana materija nalazi u većini jezgara zvezda, a ne samo u kompaktnim zvezdama.

## Koncept
Ako je plazma ohlađena i pod povećanim pritiskom, na kraju više neće biti moguće komprimovati plazmu. Ovo ograničenje je usled Paulijevog principa isključenja, prema kome dva fermiona ne mogu da dele isto kvantno stanje. Kada je plazma u ovom visoko komprimovanom stanju, budući da nema dodatnog prostora za bilo koje čestice, lokacija čestica su ekstremno definisane. Pošto lokacije čestica visoko komprimovane plazme imaju vrlo malu neodređenost, njihov momenat je krajnje neodređen. Hajzenbergov princip neodređenosti postulira
{\displaystyle \Delta p\Delta x\geq {\frac {\hbar }{2}}},
gde je Δp neodređenost u momentu čestica, a Δx je neodređenost u poziciji (i ħ je redukovana Plankova konstanta). Stoga, iako je plazma hladna, takve čestice se u proseku moraju kretati veoma brzo. Velike kinetičke energije dovode do zaključka da je za komprimovanje objekta u veoma mali prostor potrebna ogromna sila za kontrolu momenta njegovih čestica.
Za razliku od klasičnog idealnog gasa, čiji je pritisak proporcionalan njegovoj temperaturi
{\displaystyle PV=Nk_{\rm {B}}T},
gde je P pritisak, V je zapremina, N je broj čestica — tipično atoma ili molekula —  je Bolcmanova konstanta, i T je temperatura, pritisak koji vrši degenerisana materija slabo zavisi od njegove temperature. Konkretno, pritisak ostaje različit od nule, čak i pri temperaturi apsolutne nule. Pri relativno niskim gustinama, pritisak potpuno degenerisanog gasa može se izvesti tretiranjem sistema kao idealnog Fermijevog gasa, tako da je
{\displaystyle P=K\left({\frac {N}{V}}\right)^{5/3}},
gde K zavisi od svojstava čestica koje sačinjavaju gas. Pri visokim gustinama, gde je većina čestica prisiljena u kvantna stanja sa relativističkim energijama, pritisak je dat sa
{\displaystyle P=K\left({\frac {N}{V}}\right)^{4/3}},
gde K ponovo zavisi od svojstava čestica koje sačinjavaju gas.
Sva materija doživljava normalan termalni pritisak i degenerativni pritisak, ali u uobičajenim gasovima toplotni pritisak dominira u toj meri da se degenerativni pritisak može zanemariti. Isto tako, degenerisana materija i dalje ima normalan termalni pritisak, ali pri ekstremno velikim gustinama pritisak degeneracije obično dominira.
Egzotični primeri degenerisane materije uključuju neutronske degenerisane materije, čudnu kvantnu materiju, metalni vodonik i materiju belog patuljka. Pritisak degeneracije doprinosi pritisku konvencionalnih čvrstih materija, ali one se obično ne smatraju degenerisanom materijom, jer značajan doprinos njihovom pritisku daje električna odbojnost atomskih jezgara i zaklanjanje jezgara jednih od drugih elektronima. Kod metala je korisno tretirati samu provodljivost elektrona kao degenerisani slobodni elektronski gas, dok se za većinu elektrona smatra da zauzimaju vezana kvantna stanjima. Ovo čvrsto stanje je u kontrastu sa degenerisanom materijom koja formira telo belog patuljka, gde bi se većina elektrona tretirala kao da zauzimaju stanja momenta slobodnih čestica.

## Literatura
- Cohen-Tanoudji, Claude (2011). Advances in Atomic Physics. World Scientific. стр. 791. ISBN 978-981-277-496-5. Архивирано из оригинала 2012-05-11. г. Приступљено 2012-01-31.
- Charles Kittel, Introduction to Solid State Physics, 1st ed. 1953 - 8th ed. (2005)  0-471-41526-X
- Regal, C. A.; Greiner, M.; Jin, D. S. (2004-01-28). „Observation of Resonance Condensation of Fermionic Atom Pairs”. Physical Review Letters. 92 (4): 040403. Bibcode:2004PhRvL..92d0403R. PMID 14995356. arXiv:cond-mat/0401554 . doi:10.1103/PhysRevLett.92.040403.
- Ashcroft, Neil W.; Mermin, N. David (1976). Solid State Physics. Holt, Rinehart and Winston. ISBN 978-0-03-083993-1.
- Fermi, E. (1926-11-01). „Zur Quantelung des idealen einatomigen Gases” (PDF). Zeitschrift für Physik (на језику: немачки). 36 (11–12): 902—912. Bibcode:1926ZPhy...36..902F. ISSN 0044-3328. S2CID 123334672. doi:10.1007/BF01400221. Архивирано из оригинала (PDF) 2019-04-06. г.
- Schwabl, Franz (2013-03-09). Statistical Mechanics (на језику: енглески). Springer Science & Business Media. ISBN 978-3-662-04702-6.
- Regal, C. A.; Greiner, M.; Jin, D. S. (2004-01-28). „Observation of Resonance Condensation of Fermionic Atom Pairs”. Physical Review Letters. 92 (4): 040403. Bibcode:2004PhRvL..92d0403R. PMID 14995356. S2CID 10799388. arXiv:cond-mat/0401554 . doi:10.1103/PhysRevLett.92.040403.
- Giorgini, Stefano; Pitaevskii, Lev P.; Stringari, Sandro (2008-10-02). „Theory of ultracold atomic Fermi gases”. Reviews of Modern Physics. 80 (4): 1215—1274. Bibcode:2008RvMP...80.1215G. S2CID 117755089. arXiv:0706.3360 . doi:10.1103/RevModPhys.80.1215.
- Kelly, James J. (1996). „Statistical Mechanics of Ideal Fermi Systems” (PDF). Universidad Autónoma de Madrid. Архивирано из оригинала (PDF) 2018-04-12. г. Приступљено 2018-03-15.
- „Degenerate Ideal Fermi Gases” (PDF). Архивирано из оригинала (PDF) 2008-09-19. г. Приступљено 2014-04-13.
- Nave, Rod. „Fermi Energies, Fermi Temperatures, and Fermi Velocities”. HyperPhysics. Приступљено 2018-03-21.
- Torre, Charles (2015-04-21). „PHYS 3700: Introduction to Quantum Statistical Thermodynamics” (PDF). Utah State University. Приступљено 2018-03-21.
- Nave, Rod. „Fermi level and Fermi function”. HyperPhysics. Приступљено 2018-03-21.
- Ashcroft, Neil W.; Mermin, N. David (1976). Solid State Physics. Holt, Rinehart and Winston. ISBN 978-0-03-083993-1.
- Greiner, Walter; Neise, Ludwig; Stöcker, Horst (1995). Thermodynamics and Statistical Mechanics. Classical Theoretical Physics (на језику: енглески). Springer, New York, NY. стр. 341–386. ISBN 9780387942995. doi:10.1007/978-1-4612-0827-3_14.
- Neil W. Ashcroft and N. David Mermin, Solid State Physics. Harcourt: Orlando. 1976. .
- Charles Kittel, Introduction to Solid State Physics, 1st ed. 1953 - 8th ed. (2005)  0-471-41526-X
- Werner Heisenberg, Encounters with Einstein and Other Essays on People, Places and Particles, Published October 21st 1989 by Princeton University Press
- „coaccess”. apps.crossref.org. doi:10.2307/j.ctvcm4h07. Приступљено 8. 6. 2023.
- Kumar, Manjit. Quantum: Einstein, Bohr, and the great debate about the nature of reality / Manjit Kumar.—1st American ed., 2008. Chap.10,Note 37.
- Heisenberg, W. (1927), „Über den anschaulichen Inhalt der quantentheoretischen Kinematik und Mechanik”, Zeitschrift für Physik (на језику: немачки), 43 (3–4): 172—198, Bibcode:1927ZPhy...43..172H, S2CID 122763326, doi:10.1007/BF01397280..

## Spoljašnje veze
- Kelly, James J. (1996). „Statistical Mechanics of Ideal Fermi Systems” (PDF). Universidad Autónoma de Madrid. Архивирано из оригинала 12. 04. 2018. г. Приступљено 2018-03-15.
- „Degenerate Ideal Fermi Gases” (PDF). Архивирано из оригинала (PDF) 2008-09-19. г. Приступљено 2014-04-13.